# Guido Messina
Guido Messina (Monreale, 1931. január 4. – Torino, 2020. január 10.) olimpiai és világbajnok olasz kerékpárversenyző.

## Pályafutása
1952-ben a helsinki olimpián 4000 méteres csapat üldözőversenyben aranyérmet nyert. A csapat többi tagja Marino Morettini, Loris Campana és Mino De Rossi volt. 1948 és 1957 között a világbajnokságokon egyéniben öt arany- és három bronzérmet szerzett.

## Sikerei, díjai
- Olimpiai játékok – csapat üldözőverseny
  - aranyérmes: 1952, Helsinki
- Világbajnokság – egyéni
  - aranyérmes (5): 1948, 1953, 1954, 1955, 1956
  - bronzérmes (3): 1948, 1951, 1957